# Centre des sciences de Montréal
Le Centre des sciences de Montréal est un musée scientifique situé à Montréal, au Québec, et est une division de la Société immobilière du Canada. Il est voué à la vulgarisation scientifique, à la promotion du savoir et au développement de la culture scientifique et technique. Il a pour mandat d’aider les visiteurs de tous âges à découvrir, à mieux comprendre et à s’approprier la science et la technologie pour bâtir leur avenir. Il se trouve sur l'emplacement d'anciens hangars maritimes au quai King-Edward, dans le Vieux-Port de Montréal.

## Historique
Depuis sa création en 1982, la Société du Vieux-Port de Montréal s'est donné pour mission de gérer et de développer un parc récréotouristique urbain sur la rive du fleuve Saint-Laurent. L'idée d'une programmation dédiée aux sciences et aux technologies germait déjà dans l'esprit des administrateurs, ce qui a mené à l'organisation d'Expotec entre 1987 à 1995. En 1998 débutaient les travaux d'un nouvel édifice, baptisé Centre iSci (contraction des mots interactivité et science), inauguré le 1er mai 2000, sur l'emplacement des anciennes expositions Expotec. En 2002, le nom est changé en Centre des sciences de Montréal. Sa mission est de contribuer à ce que chaque individu devienne capable de s'approprier les sciences et les technologies pour construire son avenir.

## Expositions
Depuis son ouverture, le Centre des sciences a produit une multitude d'expositions permanentes en plus de recevoir des dizaines d'expositions temporaires.

## Liste des expositions

### Expositions permanentes
| Exposition              | Ouverture         | Fermeture         |
| Usine Matière           | 1er mai 2000      | 2 avril 2002      |
| Labo Vie / Studio Info  | 1er mai 2000      | 2 septembre 2002  |
| Florent Veilleux        | 1er mai 2000      | En cours          |
| Eurêka                  | 26 octobre 2002   | 25 juin 2007      |
| Technocité              | 26 octobre 2002   | 16 septembre 2007 |
| Château de Dynamo       | 4 décembre 2002   | 7 janvier 2007    |
| Imagine!                | 29 novembre 2007  | 8 juillet 2012    |
| idTV                    | 29 novembre 2007  | 19 juin 2015      |
| Mission Gaia            | 29 novembre 2007  | Février 2014      |
| Cargo                   | 29 novembre 2007  | Janvier 2017      |
| Science 26              | 29 novembre 2007  | Septembre 2019    |
| Clic!                   | 19 novembre 2012  | Mars 2020         |
| Fabrik – Défis créatifs | 25 octobre 2014   | 25 aout 2024      |
| Humain – phase 1        | 8 octobre 2015    | En cours          |
| Humain – phase 2        | Hiver 2016        | En cours          |
| Explore                 | 28 novembre 2019  | En cours          |
| Mini Mondo              | 24 septembre 2021 | En cours          |
| Fabrik2                 | 16 octobre 2024   | En cours          |
| Nanualuk                | 1er mars 2025     | En cours          |

### Grandes expositions temporaires (500 à 1000m2)
| Exposition                                                           | Ouverture         | Fermeture          |
| Physique insolite                                                    | 1er mai 2002      | 15 septembre 2002  |
| Communication                                                        | 26 octobre 2002   | 9 mars 2003        |
| La maison éclatée                                                    | 5 avril 2003      | 9 novembre 2003    |
| Le sommeil de A à Zzz                                                | 12 décembre 2003  | 13 septembre 2004  |
| Autopsie d’un meurtre                                                | 16 octobre 2004   | 28 mars 2005       |
| Rotation extrême                                                     | 30 avril 2005     | 19 mars 2006       |
| Mammifères de l’ère de glace                                         | 29 avril 2006     | 18 mars 2007       |
| Le monde du corps 2                                                  | 10 mai 2007       | 16 septembre 2007  |
| L’Odyssée de la lumière                                              | 29 novembre 2007  | 9 mars 2008        |
| Extra ou terrestres?                                                 | 17 avril 2008     | 1er septembre 2008 |
| Entre les branches                                                   | 9 octobre 2008    | 8 mars 2009        |
| AQUA (Fondation One Drop)                                            | 15 avril 2009     | 7 septembre 2009   |
| Drôle de matière                                                     | 8 octobre 2009    | 7 mars 2010        |
| Sexe : l’expo qui dit tout                                           | 15 avril 2010     | 6 mars 2011        |
| Indiana Jones et l’aventure archéologique                            | 28 avril 2011     | 18 septembre 2011  |
| Dinosaures redécouverts                                              | 20 octobre 2011   | 11 mars 2012       |
| Star Wars - Identités                                                | 19 avril 2012     | 16 septembre 2012  |
| Musik – Du son à l’émotion                                           | 2 novembre 2012   | 10 mars 2013       |
| Requin – Prédateur ou proie                                          | 11 avril 2013     | 15 septembre 2013  |
| Vérité ou mensonge?                                                  | 10 octobre 2013   | 9 mars 2014        |
| Lascaux                                                              | 16 avril 2014     | 14 septembre 2014  |
| Sexe : l’expo qui dit tout !                                         | 10 octobre 2014   | 8 mars 2015        |
| Game On                                                              | 16 avril 2015     | 13 septembre 2015  |
| Dinosaures redécouverts 2                                            | 8 octobre 2015    | 20 mars 2016       |
| Animaux à corps découvert                                            | 13 avril 2016     | 12 mars 2017       |
| Au poil !                                                            | 13 janvier 2018   | 18 mars 2018       |
| DreamWorks Animation : l'exposition                                  | 10 mai 2018       | 16 septembre 2018  |
| Génie autochtone                                                     | 18 octobre 2018   | 17 mars 2019       |
| Regalia                                                              | 18 octobre 2019   | 10 mars 2019       |
| Les araignées – De la peur à la fascination                          | 18 avril 2019     | 2 septembre 2019   |
| La santé de la tête aux pieds                                        | 3 octobre 2019    | 5 janvier 2020     |
| Voyage dans l'espace                                                 | 15 février 2020   | 10 janvier 2021    |
| Copernicus                                                           | 23 septembre 2021 | 13 mars 2022       |
| La science derrière les records du monde                             | 15 mai 2022       | 5 septembre 2022   |
| Au-delà des limites humaines                                         | 15 mai 2022       | 5 septembre 2022   |
| Dinosaures autour du monde                                           | 9 octobre 2022    | 12 mars 2023       |
| Notre quête climatique                                               | 28 novembre 2022  | 9 avril 2023       |
| Hockey : plus rapide que jamais                                      | 7 avril 2023      | 10 septembre 2023  |
| Prix de photographie humoristique sur la faune - L'exposition        | 27 septembre 2023 | 24 mars 2024       |
| Nature inspirante, techno inspirée - Le biomimétisme et le transport | 27 septembre 2023 | 24 mars 2024       |
| Le Potager Techno                                                    | 8 juin 2024       | 29 septembre 2024  |
| L'exposition interactive Banquet                                     | 16 mai 2024       | 16 mars 2025       |
| T. rex : Le prédateur suprême                                        | 1er mai 2025      | 7 septembre 2025   |

## Cinéma IMAX TELUS
L'ouverture du cinéma IMAX précède celle du Centre des sciences puisqu'elle date de 1988. Premier du genre au Québec, il a depuis accueilli des centaines de films et des centaines de milliers de spectateurs.

## Location de salles
Le Centre des sciences offre un service la location de salles pour divers événements comme des mariages et des conférences. Avec un total de 24 000 pi2 d'espace, ces salles sont très prisées en partie en raison de la superbe vue sur Montréal.

## Programmes scolaires
En lien avec le programme de formation de l’école québécoise, le Centre des sciences a mis sur pied différents programmes scolaires. Ils sont élaborés en fonction d’un niveau scolaire précis et autour d’une thématique déterminée. Tous les programmes visent à susciter la curiosité des élèves et à les faire participer activement à la découverte de notions scientifiques et techniques. Ils sont appelés à relever des défis, à utiliser leur intelligence et tous leurs sens pour apprendre et comprendre.
Le Centre des sciences accueille les élèves de la maternelle au secondaire, incluant les groupes d’adaptation scolaire. Les sorties sont admissibles au financement du gouvernement du Québec pour les sorties scolaires en milieu culturel. Les classes en adaptation scolaire et les écoles défavorisées peuvent également inviter le Centre des sciences dans leur école, sans frais, pour bénéficier de programmes adaptés aux besoins des élèves.
Les programmes scolaires, d’une durée de 1h ou plus, se donnent en atelier ou en salle d'exposition, sous la supervision d’un éducateur ou d'une éducatrice. 
| Programme scolaire                               | Groupe d'âge           | Durée            |
| ------------------------------------------------ | ---------------------- | ---------------- |
| Roulle et bille                                  | Primaire 1er cycle     | 60 minutes       |
| Circuit vital : les secrets du corps             | Primaire 2e cycle      | 60 minutes       |
| SOS radio                                        | Primaire 3e cycle      | 60 minutes       |
| Onde de choc !                                   | Secondaire 1er cycle   | 90 minutes       |
| Fabrik2 : défis créatifs                         | Primaire et secondaire | 60 minutes       |
| Nanualuk : expédition nordique (activité animée) | Primaire et secondaire | 60 minutes       |
| Centre des sciences sur la route                 | Primaire et secondaire | 60 ou 75 minutes |

## Festival Eurêka!
Depuis 2006, le Centre des sciences met en œuvre le Festival Eurêka! produit par L'île du savoir, une grande foire de la science en plein air qui se déroule à chaque mois de juin au Vieux-Port de Montréal.

## Récompenses
Le Centre des sciences est reconnu pour l'originalité, l'audace et l'interactivité de ses expositions, comme en témoignent ces nombreux prix remportés depuis son ouverture:
- Prix Möbius Québec-Canada 2000 pour l’ensemble des productions multimédias du Centre iSci
- Lauréat d'or 2001, Catégorie Attraction touristique - 100 000 visiteurs et plus : Grands Prix du Tourisme québécois - Tourisme Québec
- Coup d'éclat 2002, Société des attractions touristiques du Québec : Campagne publicitaire avec Jean-René Dufort
- Grand prix 2005 Éducation, Concours Boomerang, pour le dossier interactif web Autopsie d’un meurtre
- Prix Excellence 2005, Exposition, de la Société des musées québécois pour l’exposition Autopsie d’un meurtre
- Prix Équinoxe 2005, Société des relationnistes du Québec : Campagne intégrée communication-marketing – exposition Autopsie d'un meurtre
- Prix Excellence 2006, Exposition, de la Société des musées québécois pour l’exposition Rotation extrême
- Prix Cascade 2007, Meilleure exposition, de l’Association canadienne des centres de science pour l’exposition Autopsie d’un meurtre
- Prix 2008 du leadership exceptionnel dans un projet ou un programme, Association canadienne des centres de sciences : Carol Pauzé, Directrice des expositions - « Projet CSM 2007 »
- Prix Relève 2008, Association de la recherche industrielle du Québec (ADRIQ) : Festival Eurêka!
- Prix Excellence 2008, Exposition, de la Société des musées québécois pour l’ensemble de ses expositions permanentes
- Prix Ulysse 2008, Attractions touristiques 100,000 visiteurs ou plus, Mention spéciale, Centre des sciences de Montréal
- 2008 – Prix Relève au 18e Gala des Prix innovation de l’ADRIQ, pour le Festival Eurêka!
- Concours Créativité Montréal : Prix 2008 « Intégration urbaine/aménagement urbain » - Signalisation extérieure du Centre des sciences de Montréal
- Prix Cascade 2008, leadership exceptionnel dans un projet, de l’Association canadienne des centres de science remis à Carol Pauzé, directrice des expositions
- Prix Boomerang, médias interactifs autres que le web 2009, Concours des communications interactives Infopresse pour Mission Gaia
- Merit Award, SEDG Design Awards 2009 (Society for Environmental Graphic Design) - Signalisation extérieure du Centre des sciences de Montréal
- Prix Excellence 2009, Exposition, de l'Association des musées canadiens pour l’ensemble de ses expositions permanentes
- Prix Cascade 2009, Meilleure exposition, de l’Association canadienne des centres de science pour l’ensemble de ses expositions permanentes
- Prix OCTAS 2009 dans les secteurs culturel, éducatif ou médiatique décerné par le Réseau d'action TI pour Mission Gaia
- Prix Cascade 2011, Meilleure exposition, de l’Association canadienne des centres de science pour l’exposition Sexe : l’expo qui dit tout!
- Prix Excellence 2011, Exposition, de la Société des musées québécois pour l’exposition Sexe : l’expo qui dit tout!
- Prix 2011 d’histoire du Gouverneur général pour l’excellence des programmes en musées, Histoire vivante! Centre des sciences de Montréal –  Branle-bas de combat! La vie au port de Montréal, 1939-1945 (Une exposition virtuelle)
- Festival Eurêka!, Finaliste 2013 au Prix Innovation Relève Technoscience de l’Association de recherche industrielle du Québec (ADRIQ)
- Oct. 2015, Centre des sciences de Montréal est sélectionné pour présenter le festival World Biotech Tour de l’ASTC (USA)
- Prix Grafika 2015, Design d'exposition muséale (galeries, musées, centres d'interprétation – scénographie, panneaux descriptifs, etc.) – Exposition Fabrik Défis créatifs
- Prix Cascade 2019, Meilleure exposition, catégorie grande institution, de l’Association canadienne des centres de science pour l’exposition Génie autochtone
- Prix Cascade 2021, Meilleure exposition, catégorie grande institution, de l’Association canadienne des centres de science pour l’exposition Explore
- Grand Prix du Design 14e édition 2021, Lauréat Or pour l'exposition Explore